# Freikorps

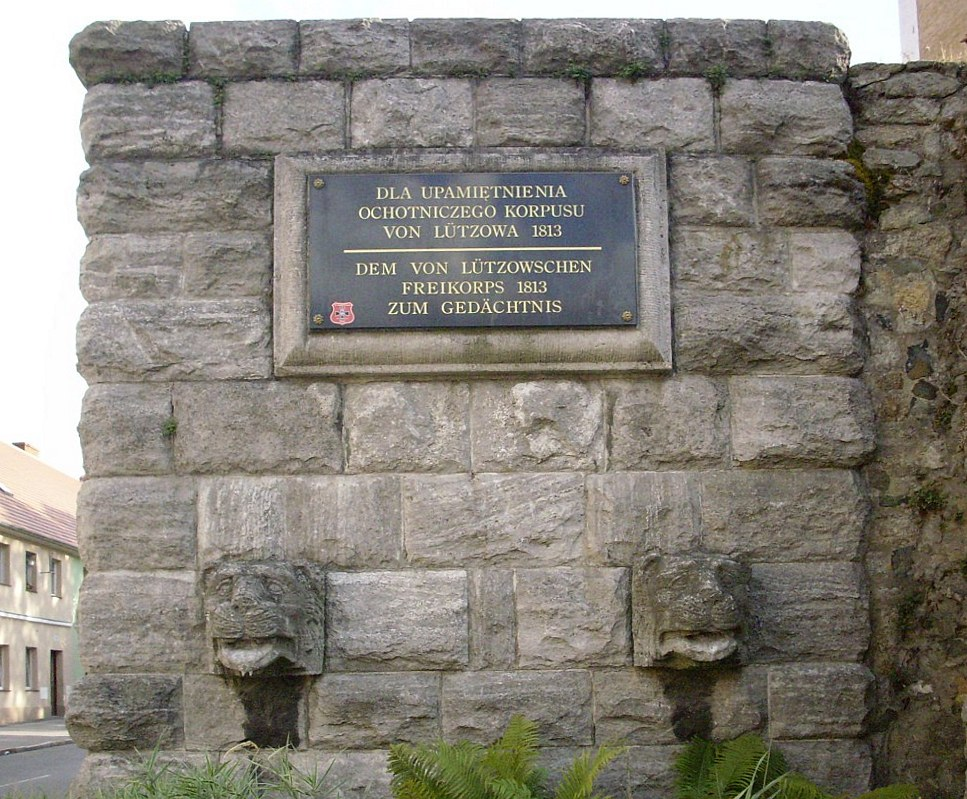
Tablica w Sobótce upamiętniająca ochotniczy korpus von Lützowa z okresu wojen napoleońskich

Freikorps (z niem. wolny korpus) – ochotnicze, nacjonalistyczne formacje paramilitarne działające w Niemczech w latach 1918–1922, założone przez zdemobilizowanych żołnierzy, uczestniczące w walkach z powstańcami polskimi (I powstanie śląskie, III powstanie śląskie), w tłumieniu rewolucji w Niemczech i w walkach o Rygę.

## Wprowadzenie
W 1813 r. w Rogau-Rosenau niemieccy studenci Uniwersytetu Wrocławskiego, pod dowództwem majora Adolfa Lützowa, utworzyli antynapoleońskie ugrupowanie militarne. Rozbite zostało w starciach z regularnymi wojskami napoleońskimi, ale dało impuls do szerszego oporu przeciwko Napoleonowi w Prusach. Od barw mundurowych jego oddziałów wywodzi się kolorystyka dzisiejszej flagi Niemiec.
Powtórnie Freikorpsy pojawiły się w 1918 r., kiedy zaczął tworzyć się cały system organizacji mających zahamować lewicowe przemiany. Dysponowały one bronią z magazynów wojskowych i dużą liczbą zdemobilizowanych żołnierzy.
W miastach powstała Bürgwehra, pilnująca bezpieczeństwa miast i koszar. Technische Nothilfe były to oficjalnie grupy pomocy technicznej, a nieoficjalnie organizacja zajmowała się działalnością terrorystyczną oraz zwalczaniem strajków robotniczych. W jej skład wchodziły Straż Transportowa (Verkehrswehr), Straż Portowa (Küstenwehr), Straż Przemysłowa (Industriewehr). Kolejną organizacją była Straż Obywatelska (Einwohnerwehr). Jednak wszystkie te organizacje nie miały odpowiedniej siły i zdolności organizacyjnej, dlatego też powstała potrzeba utworzenia ochotniczych uderzeniowych jednostek wojskowych.

## Powstanie Freikorpsów

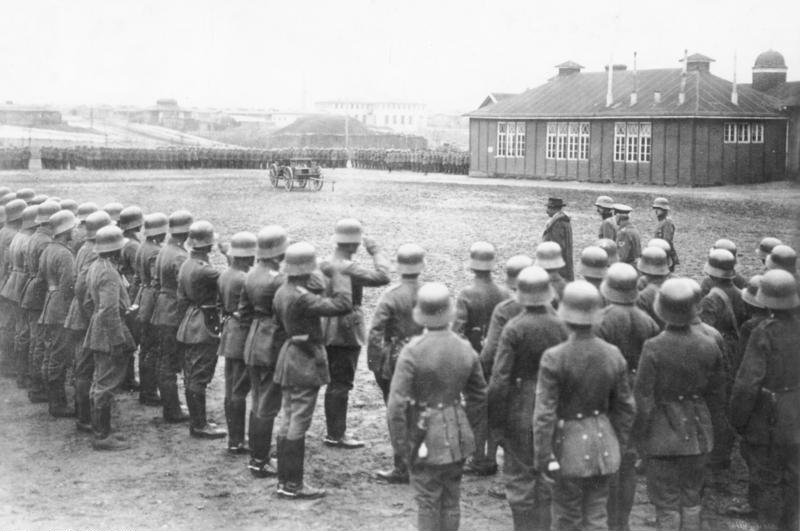
Minister Noske z inspekcją we Freikorpsie Hülsen (Berlin, styczeń 1919)

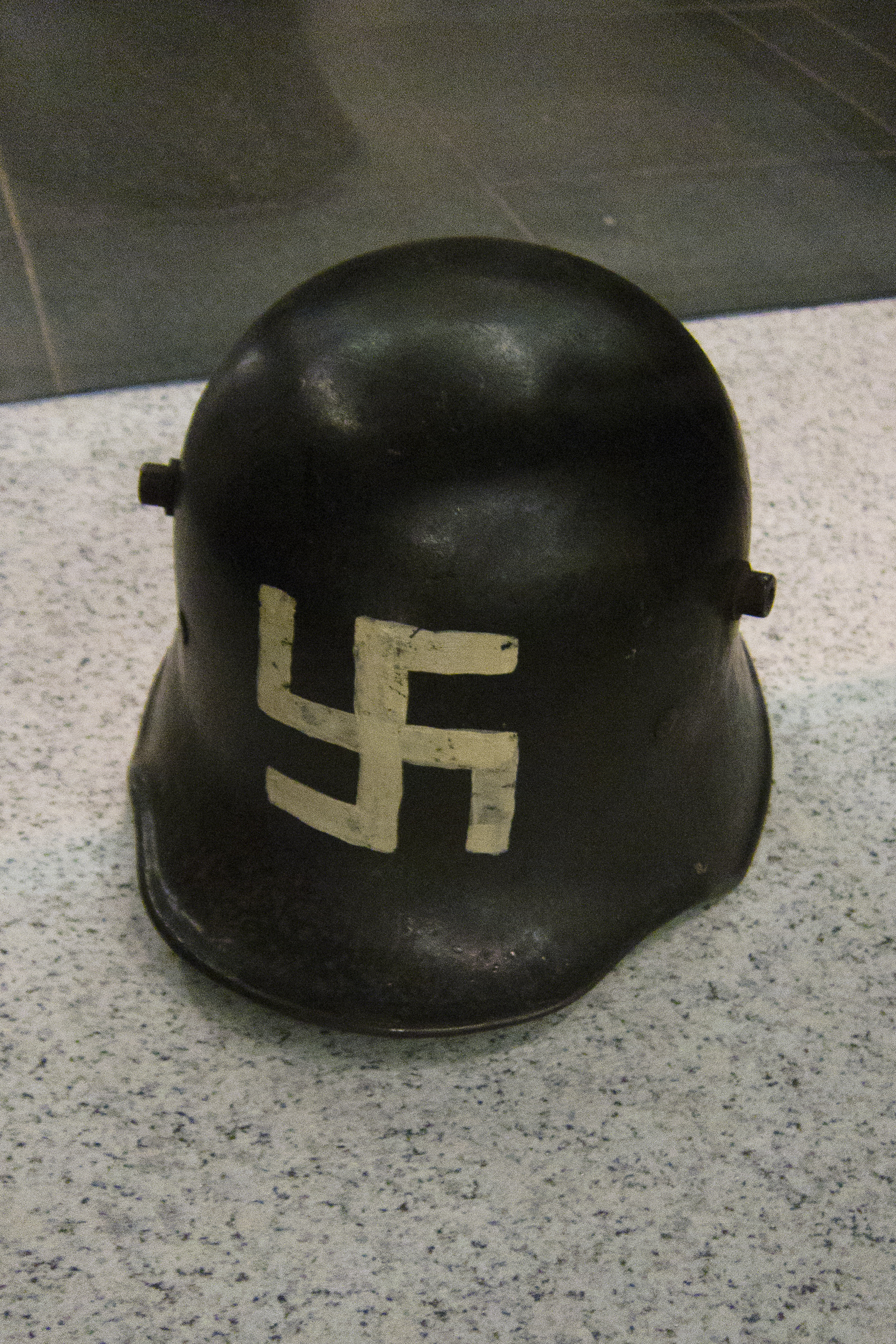
Stahlhelm M18 używany przez Freikorps. Przykład stosowania przez tę formację symbolu swastyki przed spopularyzowaniem jej przez nazistów

Krótko po I wojnie światowej powstały próbujące nawiązać do tradycji freikorpsów nacjonalistyczne niemieckie organizacje paramilitarne. Jedną z motywacji członków Freikorpsów była chęć walki z ruchem komunistycznym, który szerzył się w Niemczech po rosyjskiej rewolucji. Organizacje te zyskały wsparcie ze strony niemieckiego ministra obrony Gustava Noske, który wykorzystał je m.in. do zniszczenia Związku Spartakusa (śmierć ponieśli wtedy Karol Liebknecht i Róża Luksemburg).
Pierwszy Freikorps utworzył w Westfalii w grudniu 1918 gen. Georg Maercker. Oddział ten powstał na bazie dowodzonej przez niego dywizji, i przyjął nazwę Freiwilliges Landesjägerkorps. Władzom wojskowym bardzo spodobała się ta inicjatywa, a rząd niemiecki zalegalizował je już 6 stycznia 1919. Formacje te zaczęły się szybko rozwijać, dochodząc pod koniec 1919 do ponad 100 jednostek.
Nowe jednostki nawiązywały do tradycji starych jednostek armii niemieckiej (3. Garde Infanterie Brigade, 2. Garde Dragoner Regiment) przejmując ich oznaczenia i barwy, lub były werbowane na nowo przez dowódców (Freikorps Hülsen, Baterie Schmidt, Freikorps Lichtschlag), albo też były organizowane według rodzaju broni.

## Działalność
Freikorpsy były finansowane przez rząd, armię, ziemiaństwo oraz przemysłowców. W połowie 1919 roku we Freikorpsach służyło prawie 400 000 żołnierzy.
Freikorpsy brały też udział w walce z Polakami w powstaniach śląskich, wówczas punktem ich koncentracji był Prudnik.
Do najbardziej znanych Freikorpsów należały:
- Gwardyjska Dywizja Strzelców Konnych (Freikorps)
- Freikorps Rossbach(inne języki)
- Freikorps Chiemgau(inne języki)
- Brygada Marynarki von Loewenfeld
- Brygada Marynarki Ehrhardt
- Freikorps Grenzschutz-Ost: Grenzschutz-Bataillon III
- Freikorps Oberland
- Freikorps von Epp(inne języki)
- Freikorps Maercker(inne języki)
- Freikorps Reinhard(inne języki)
- Wehr-Wölfe von Heydebrek
- Freikorps von Aulock(inne języki)

Freikorpsy zostały rozwiązane w 1922. Ich członkami byli niektórzy przyszli czołowi działacze partii nazistowskiej, jak Ernst Röhm, przywódca SA oraz Rudolf Höss, komendant obozu koncentracyjnego Auschwitz.
Wielu członków Freikorpsów pozostało przez jakiś czas poza oficjalnymi strukturami III Rzeszy, a jego weterani – po przejęciu władzy przez Hitlera – powtarzali niekiedy: „Gdzie był Hitler w 1919 i 1920 roku, gdy walczyliśmy z komunistami?” Hermann Ehrhardt i jego zastępca Eberhard Kautter, przywódcy Ligi Wikingów odmówili poparcia Hitlera i Ludendorffa w puczu monachijskim i spiskowali przeciw nim. Następnie jednak przyłączyli się do nazistów.